# 德州電鋸殺人狂再臨
《德州電鋸殺人狂再臨》（英語：Texas Chainsaw Massacre: The Next Generation）前稱作《德州電鋸殺人狂回歸》（The Return of the Texas Chainsaw Massacre）是一部於1994年上映的美國恐怖電影，由金·漢高爾執導，為《德州電鋸殺人狂系列》的第四部。敘述四名青少年，在他們的畢業舞會之夜的路上出了意外，並遇上了電鋸狂魔「皮臉」與他瘋狂的家人，一場恐怖的噩夢即將展開。
導演金·漢高爾曾經與陶比·胡柏一同聯合創作最初1974年原版第一部《德州電鋸殺人狂》。本作的開頭序幕字幕解釋前兩部續集電影的事件，但劇情為「德州電鋸屠殺案」事件之後所發生的事情。
這部電影名稱在1994年和1995年被定為《德州電鋸殺人狂回歸》，之後被哥倫比亞電影公司擱置。兩年後，該電影於1997年8月29日被重新刪減與標題更改為《德州電鋸殺人狂再臨》，之後齊薇格和麥康納也都成為各大好萊塢明星，但這部電影既是一個關鍵和商業上的失敗。雖然電影配樂未曾發布，但由巨星羅伯特·傑克斯和黛比·哈利演出電影中的伴侶，單曲在1997年藍光版本發行。
電影由芮妮·齊薇格、馬修·麥康納主演，與原版第一部的瑪莉蓮·柏恩絲、保羅·A·帕庭、約翰·杜根等人所有演員全數回歸客串演出，並於1994年夏天在德克薩斯州奧斯汀市以外的農村地區殺青。

## 劇情
一群無知的青少年為了到達畢業舞會意外闖入德州某處森林，車子出了意外後，他們只能在荒郊野外四處尋找救援，但不幸的是，戴著恐怖人皮面具的電鋸殺人魔搶先一步找上他們，當一行人重返事發現場，只發現殺人魔和他瘋狂的家人已經在等著他們，同時他們也將被帶回到那座陳舊的農舍，殺人魔即將再次大開殺戒…。

## 演員
- 芮妮·齊薇格 飾 珍妮佛（Jennifer）
- 馬修·麥康納 飾 「屠宰者」維爾莫（Vilmer Slaughter）
- 羅伯特·傑克斯 飾 「皮臉（英语：Leatherface）」（"Leatherface"）
- 托妮·佩雷斯基 飾 「屠宰者」達拉（Darla Slaughter）
- 麗莎·努米爾 飾 海瑟（Heather）
- 泰勒·謝兒·寇恩 飾 貝瑞（Barry）
- 喬·史蒂文斯 飾 「屠宰者」瓦爾特（Walter Slaughter）
- 約翰·哈里森 飾 蕭恩（Sean）
- 詹姆斯·蓋爾 飾 羅斯曼（Rothman）
- 文斯·布魯克 飾 「我不痛」（"I'm Not Hurt"）
- 克里斯·基爾戈爾 飾 羅斯曼的司機（Rothman's Chauffeur）
- 蘇珊·勞倫 飾 珍妮佛的母親（Jennifer's Mother）
- 大衛·勞倫斯  飾 珍妮佛的繼父（Jennifer's Stepfather）
- 格雷森·維克多·修麥克 飾 祖父（Grandfather）
- 珍妮特·維金斯 飾 吃巧克力的女人（Woman Eating Chocolates）
- 黛布拉·馬歇爾（英语：Debra Marshall） 飾 在「鮑柏披薩店」的警察（未掛名）客串
- 約翰·杜根（英语：John Dugan） 飾 在醫院的警察（未掛名）客串
- 保羅·A·帕庭（英语：Paul A. Partain） 飾 醫務人員（未掛名）客串
- 瑪莉蓮·柏恩絲（英语：Marilyn Burns） 飾 躺在擔架床的患者（未掛名）客串

## 製作

### 發展
羅伯特·庫恩在製作這部電影時指出：
我想回到原來，和（金·漢高爾）也一樣馬上同意這個想法。第一件重要的事情是讓他寫劇本，我提出了一些錢來寫它，並為我們開始嘗試把這件事放在一起做好。然後我們去了洛杉磯的美國電影市場，和一群人談了融資。那時我提了一些錢，但不足以製作電影，我們考察了與經銷商進行交易的可能性。但我知道這不是我們做一個大家都能接受的「期望」，從來就沒有。金會說：「嘿，所以某某人很感興趣，這可能是一個我們可接受的交易。我會問三四個難題，我只想看看金，他會說「是啊。」然後我會回去，開始嘗試籌備更多的錢。我剛開始去找我所知道的每一個人，我盡可能地得到它。
在1996年發行的關於電影製作的紀錄片，漢高爾表示，他把這些角色寫成誇張的美國青年「卡通」漫畫。漢高爾引用連環殺手艾德·蓋恩和埃爾默·韋恩·亨利的謀殺案，對他參與的《德州電鋸殺人狂再臨》的影響與原版的《德州電鋸殺人狂》。

### 拍攝
這部電影是在德克薩斯州富魯格維爾，與附近巴斯特羅普 (德克薩斯州)一個廢棄的農舍拍攝地點。大多數演員和工作人員都是奧斯丁的當地人，除了休斯敦的舞台演員大衛·加爾（David Gale）外。
芮妮·齊薇格在2016年的採訪中反映了這部電影，並說：「預算非常低，所以我們都共享一部小小的露營車，影片的製片人 — 這是屬於他的，這是他私人的露營車。所以，你知道，化妝在前排座位上，中間有一張桌子，浴室裡有一個小小的窗簾。那就是你能把舞會禮服和你的花放在哪裡？太荒謬了。但我相信這是不合法的，我們所做的一切都有點危險但是能有什麼經驗呢，這是一部「敢死隊」電影。」

## 發行
經過1994年的後期製作，1995年由《西南偏南》與媒體會議於1995年公映，並在當時收到「如潮的評論」。這部電影是由哥倫比亞影業購買的，據報導指向他們同意在戲劇中散佈電影（以及家庭媒體視頻釋出），並同意花費不少於50萬美元的印刷品和與廣告。
不過，這部電影在接下來的兩年裡擱置了下來，直到1997年，當哥倫比亞影業重新編輯和重新命名標題為《德州電鋸殺人狂再臨》時，預定8月下旬發布。

## 重要評價
《德州電鋸殺人狂再臨》受到大多數負面評價。《今日美國》日報的麥克·克拉克（Mike Clark）稱：「在這裡你都懷疑劇組那種電影般的努力義務卻給自己帶來啤酒慶祝。」而歐文·格萊伯曼在《娛樂周刊》上寫道：「總結了偉大的原創電鋸的荒謬的紅色喜劇，卻沒有一絲原始的恐怖感。」《紐約時報》的珍妮絲·瑪斯琳說：「這是在1995年的這個恐怖鬧劇，當時被稱為《德州電鋸殺人狂回歸》，首先出現在無名演員馬修·麥康納和芮妮·齊薇格扮演主角的角色。但即便是在電影，其主要道具包括亂扔垃圾、老比薩和一個黑色的塑料垃圾袋，但很顯然，這些東西要去的地方是同一個。」《The Cincinnati Enquirer》日報的瑪格麗特·麥克奎克（Margaret McGurk）也對電影的敘述作了評論：「例如，這個腳本為不一致創造了一個新的基準。關於一些青少年在舞會夜晚漫步的事情，並與一群心理變態的食人魔、驚悚殺手一起奔跑... 當然，沒有任何意義，無論是幽默還是令人毛骨悚然的混亂 — 除了可能永遠尷尬可憐的馬修和芮妮。」
這部電影確實收到了一些正面的評價，但是《洛杉磯時報》的約翰·安德森（John Anderson）把這部電影稱為「毛骨悚然的恐怖和裝模作樣地幽默搭配。」，而《綜藝》報導的喬·萊頓（Joe Leydon）表示，這部電影「經營著真正可怕尖銳得自我嘲諷的艱難壯舉... 擅長保持觀眾處於不斷跳躍的狀態。」他也讚揚了齊薇格的演出，自潔美·李·寇蒂斯以來最強大的「尖叫女王」。《奧斯汀紀事》也給了這個電影一個積極的評論：「編劇兼導演金·漢高爾操刀原版與這方面的努力表明，他仍然對於讓我們感到害怕的事情有了一個很好的把握。」《德州電鋸殺人狂再臨》在爛番茄上目前根據31條評價該片的評級為16％。
這部電影被提名為《惡臭電影獎》，這部續集沒有人敢說話。

## 備註
1. ↑  依電影上映順序，為「重啟新系列」第一部